# Creative Commons Attribution
Cet article court présente un sujet plus développé dans : licences Creative Commons#BY.

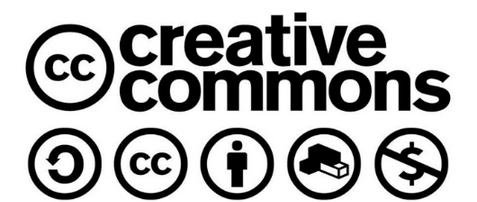
Licence Creative Commons.

En droit, la licence Creative Commons Attribution, ou CC-BY, est une licence libre de la famille de  Licence Creative Commons, destinée à la diffusion de travaux artistiques, principalement numériques. Elle porte le nom de l'association à but non lucratif Creative Commons et a été conçue principalement pour les œuvres artistiques. Un artiste ou un auteur qui distribue une œuvre selon ce type de licence accorde le droit de rediffuser et de réutiliser l’œuvre, à la seule condition que les auteurs de l'œuvre initiale soient mentionnés comme auteurs,.
La version actuelle de la licence est la 4.0 (depuis novembre 2013).